# کنت دو مونت-کریستو (فیلم ۱۹۴۳)
کنت دو مونت کریستو (فرانسوی: Le Comte de Monte-Cristo‎) فیلمی فرانسوی-ایتالیایی به کارگردانی «روبر ورنِی» و «فروچو چریو» است که در سال ۱۹۲۹ منتشر شد. این فیلم اقتباسی از رمان کنت مونت-کریستو اثر الکساندر دوما است.